# Mone Inami
Mone Inami (稲見 萌寧, Inami Mone), née le 29 juillet 1999 à Toshima, est une golfeuse professionnelle japonaise.

## Carrière sportive
En 2021, elle est la surprise du tournoi féminin de golf aux jeux olympiques de Tokyo : âgée de 22 ans, elle décroche la médaille d'argent derrière Nelly Korda alors qu'elle était à égalité à l'issue du quatrième tour avec la Néo-Zélandaise Lydia Ko qui ont dû se départager dans un match de barrage.

## Palmarès

### Victoires sur le Japan LPGA Tour (7)
| N° | Date | Tournoi | Tournoi | Tournoi |
| -- | ---- | ------- | ------- | ------- |